# Palais de Wilanów
Le palais de Wilanów  et son parc, situés dans le quartier de Wilanów, arrondissement de Varsovie, constituent un des sites culturels des plus importants de Pologne. Il a survécu aux partitions de la Pologne et aux guerres, et a su préserver son intérêt historique. Il a été construit pour le roi de Pologne, Jean III Sobieski, dans le dernier quart du XVIIe siècle, et plus tard agrandi par ses propriétaires successifs. Il constitue un exemple typique de résidence baroque  suburbaine entre cour et jardin. Son architecture très originale est une fusion d'art européen et de tradition des bâtiments polonais. Ses façades et les intérieurs utilisent des symboles antiques, célébrant les triomphes militaires du roi.

## Histoire

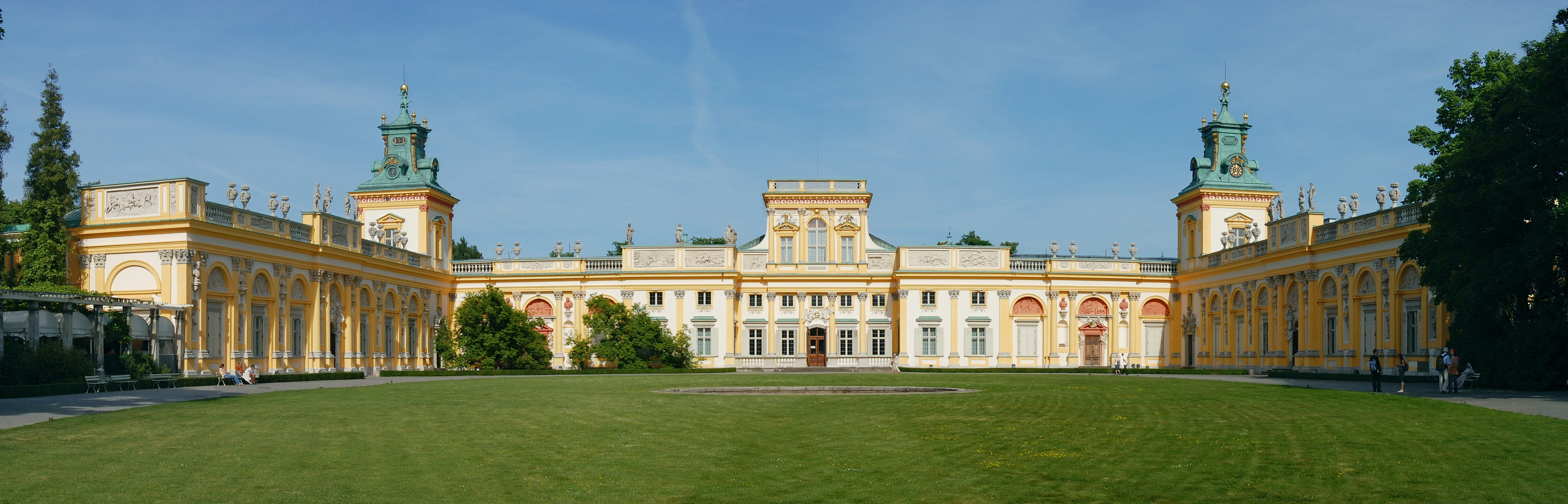
Façade intérieure est du Palais de Wilanów en 2006.

À la mort de Jean III, en 1696, le palais est occupé par ses fils et, plus tard (1720), par les familles de magnats célèbres : Sieniawski, Czartoryski, Lubomirski, Potocki et Branicki. Entre 1730 et 1733, il devient la résidence du roi Augustus II le Fort. Chaque propriétaire a changé les intérieurs du palais, les jardins et les abords, selon la mode et ses besoins courants.
En 1805, le propriétaire des lieux Stanislaw Kostka Potocki transforme une partie du palais en musée, l'un des premiers musées publics en Pologne. Entre arts européen et oriental, la partie centrale du palais était consacrée à Jean III Sobieski, héros national. Après la guerre, le palais est rénové et la majeure partie des collections, dérobées par l'Allemagne lors de la Seconde Guerre mondiale, retrouvent leur place en 1962, et le palais est rouvert au public. Le château fait aujourd'hui partie du réseau des résidences royales européennes.
Le palais et son parc sont non seulement un témoignage de la splendeur passée de la Pologne, mais aussi un haut lieu culturel où se déroulent, expositions et concerts. Le complexe est l'un des plus visités au monde.

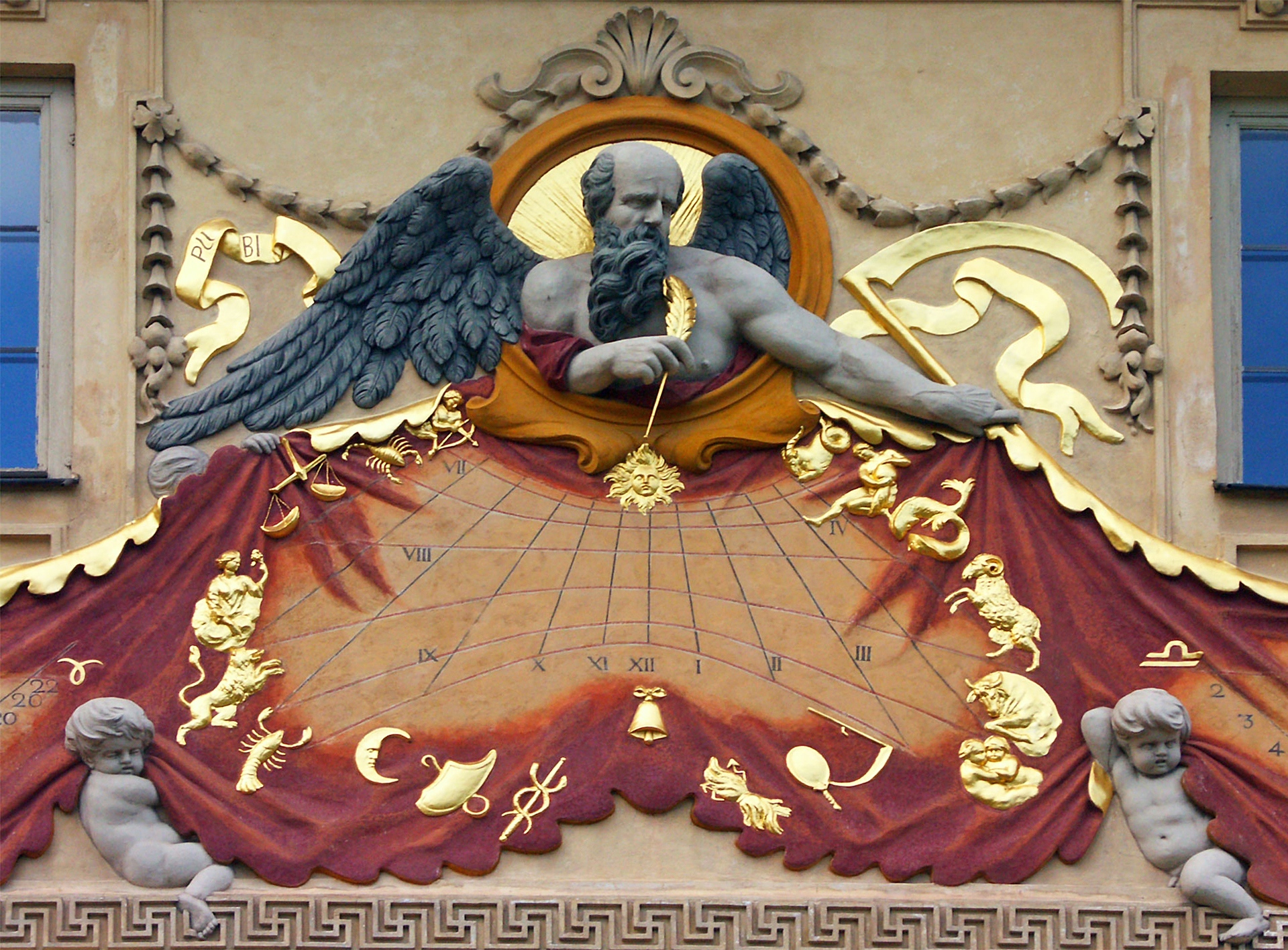
Cadran solaire avec Chronos
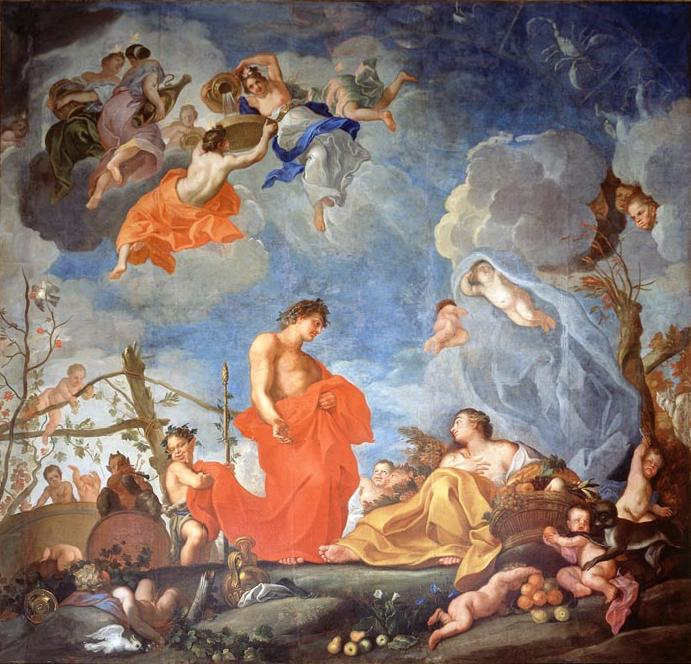
Plafond avec allégorie de l'automne de Jerzy Siemiginowski-Eleuter
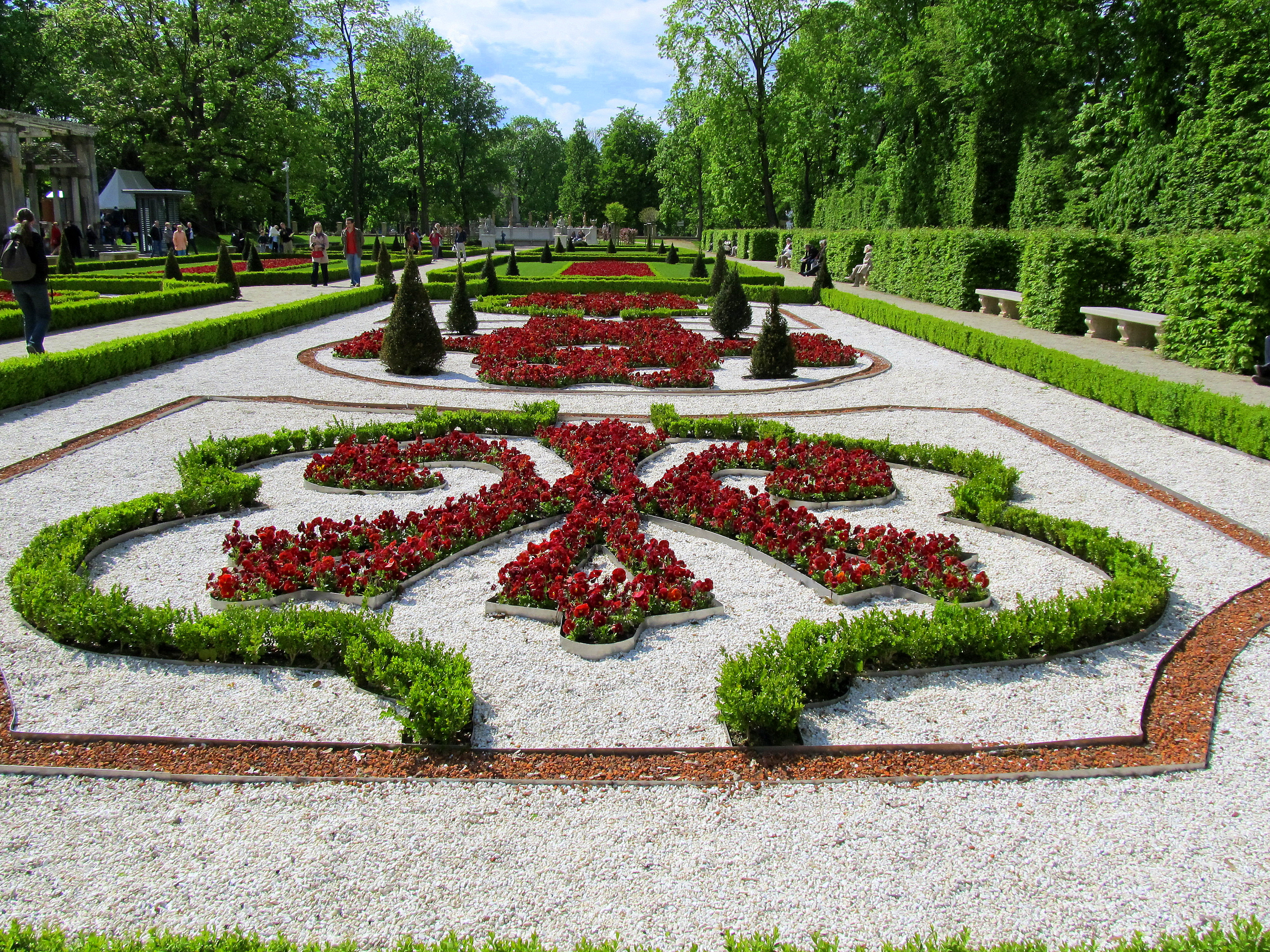
Les jardins du palais
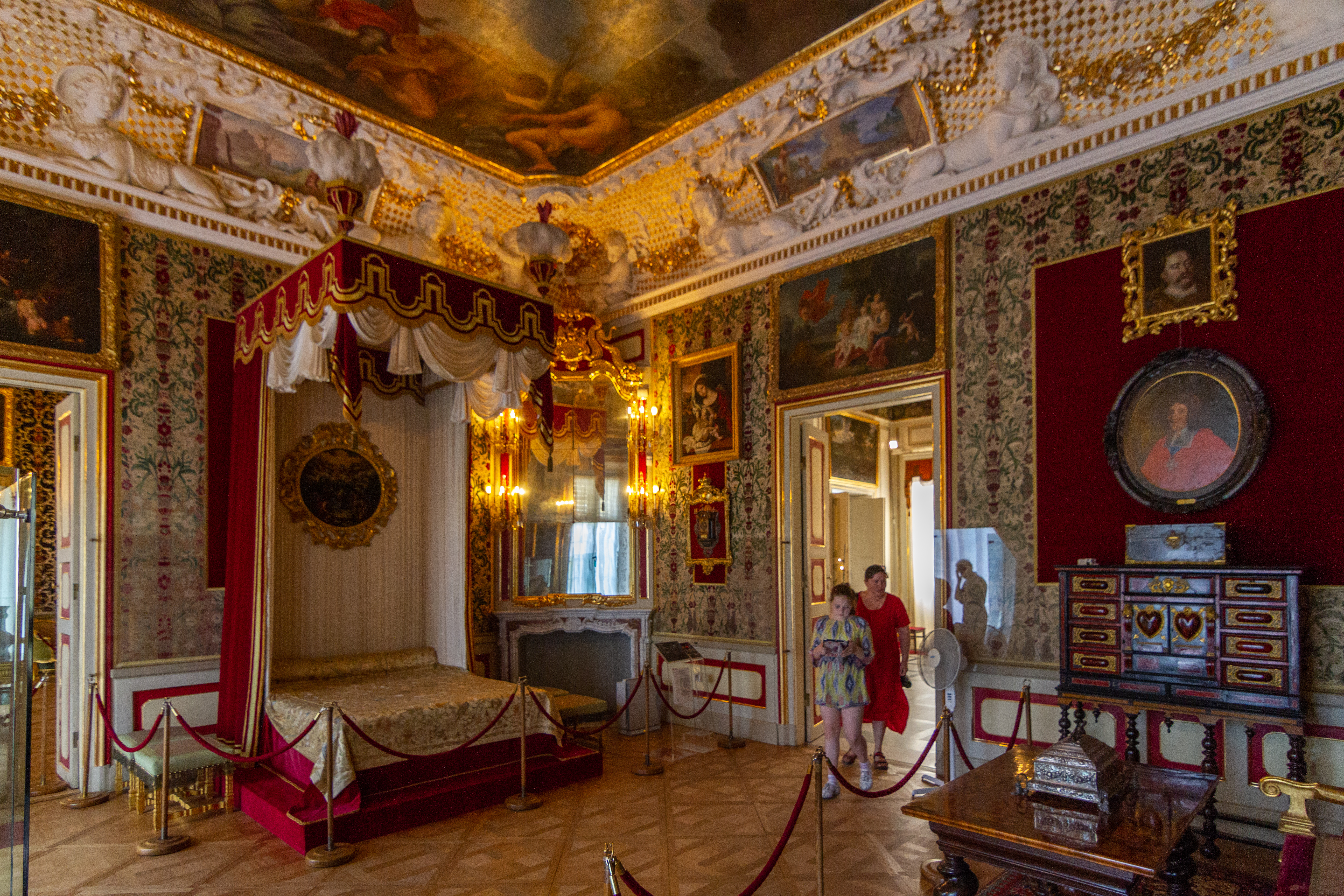
L'intérieur du palais

## Collections d'art

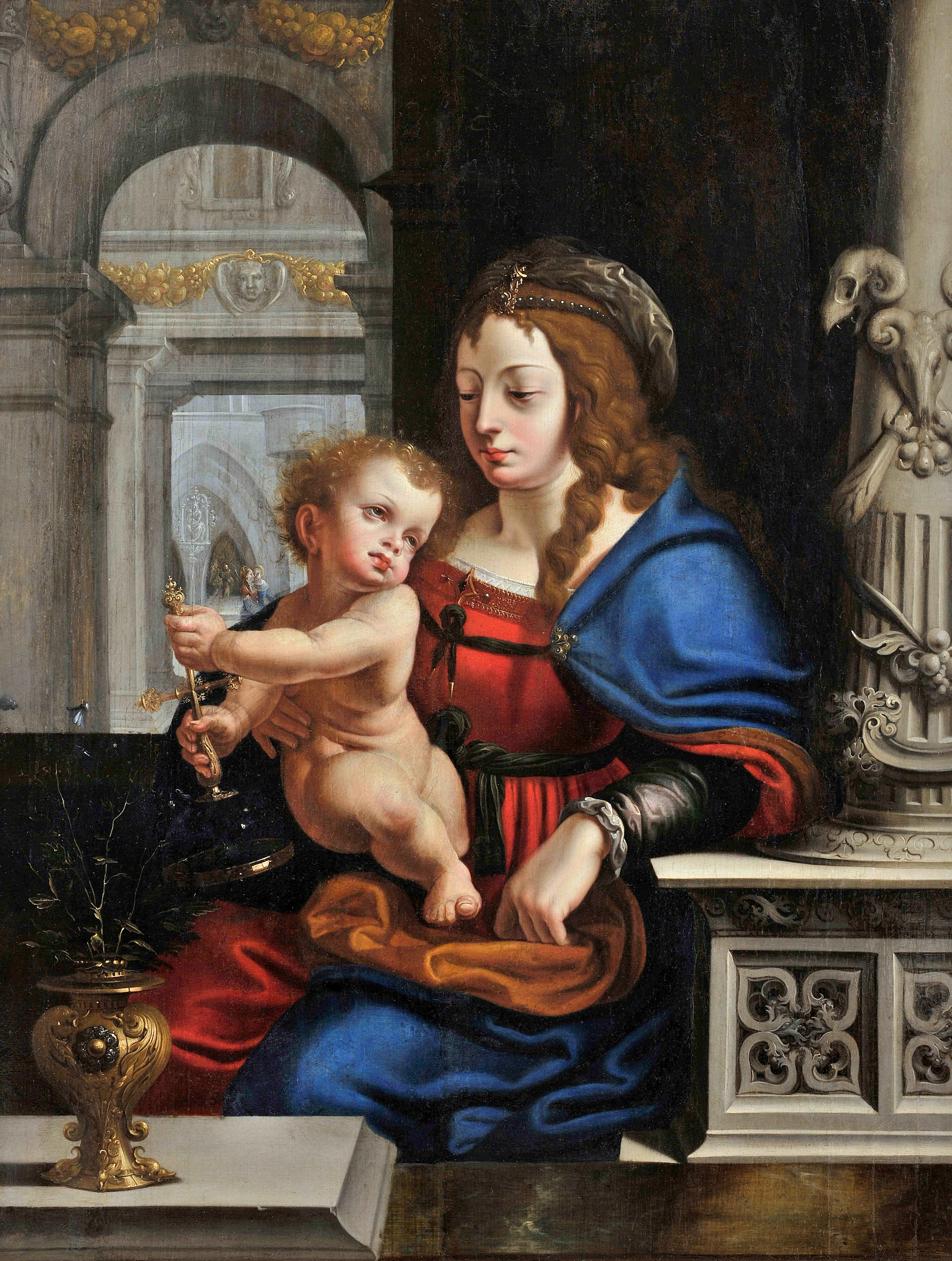
Joos van Cleve, Vierge à l'Enfant sur fond d'architecture Renaissance (1535)
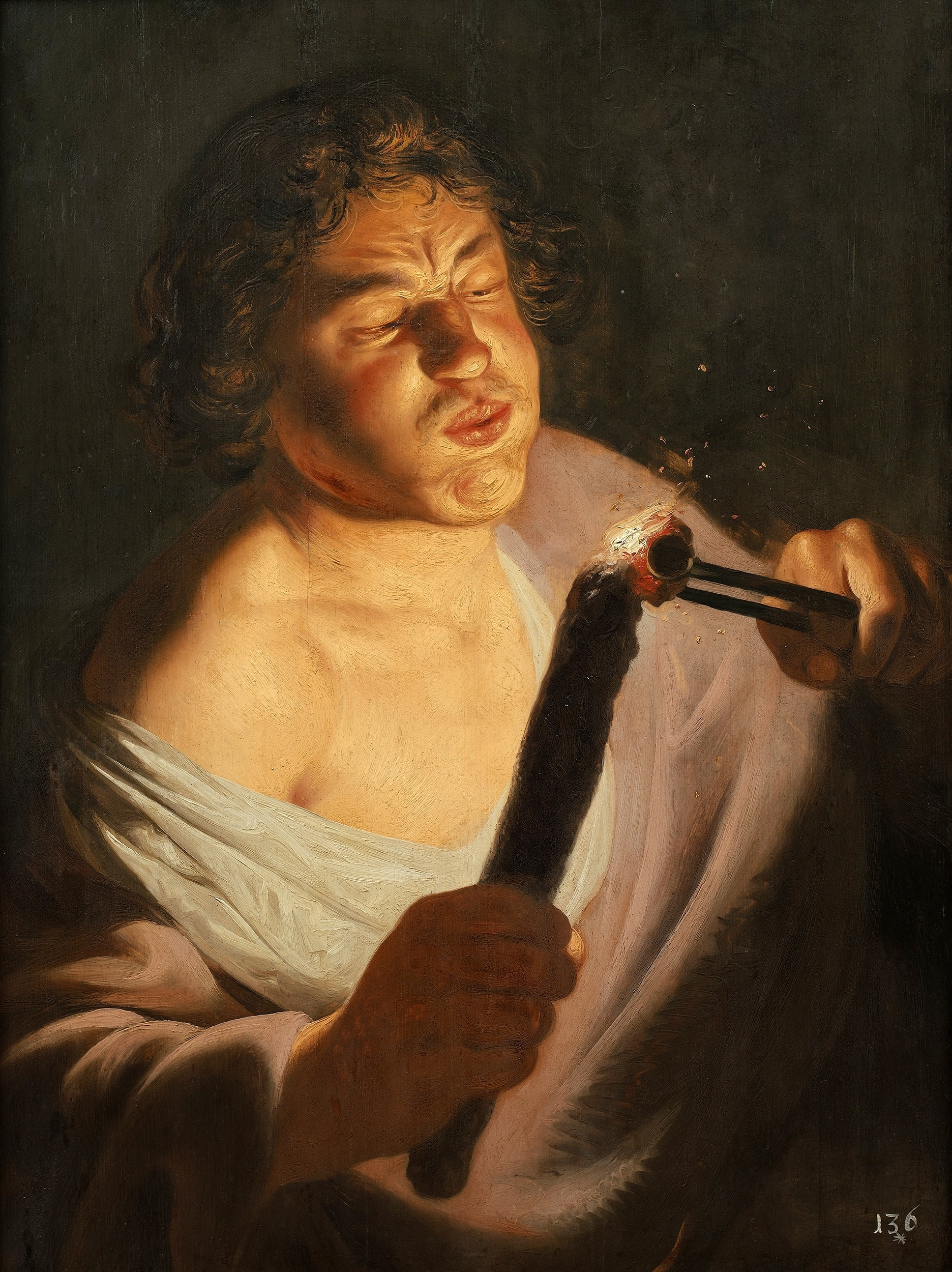
Jan Lievens, Le garçon allumant la torche (1625)
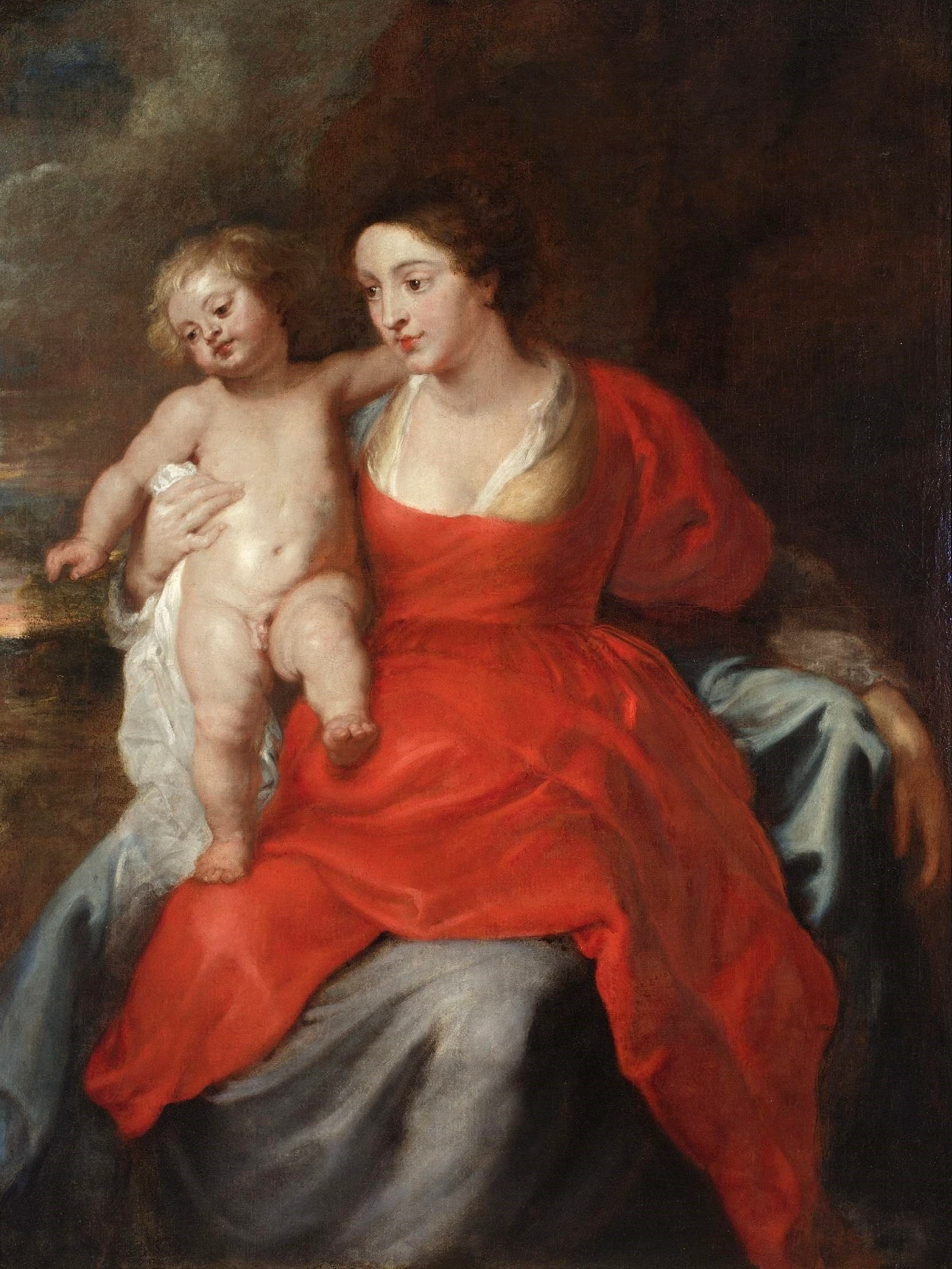
Peter Paul Rubens, Vierge à l'enfant (1630)
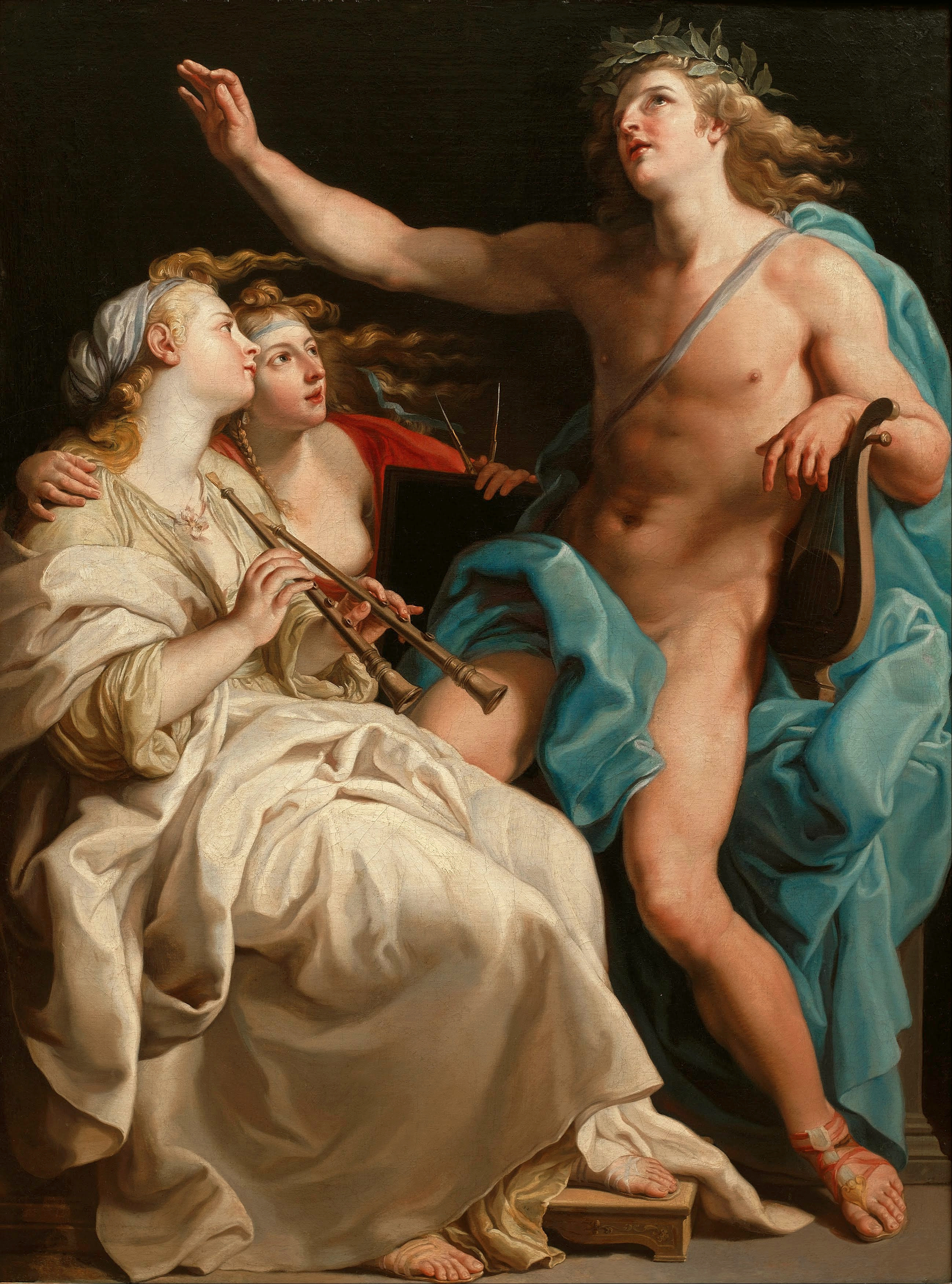
Pompeo Batoni, Apollon et deux Muses (1741)
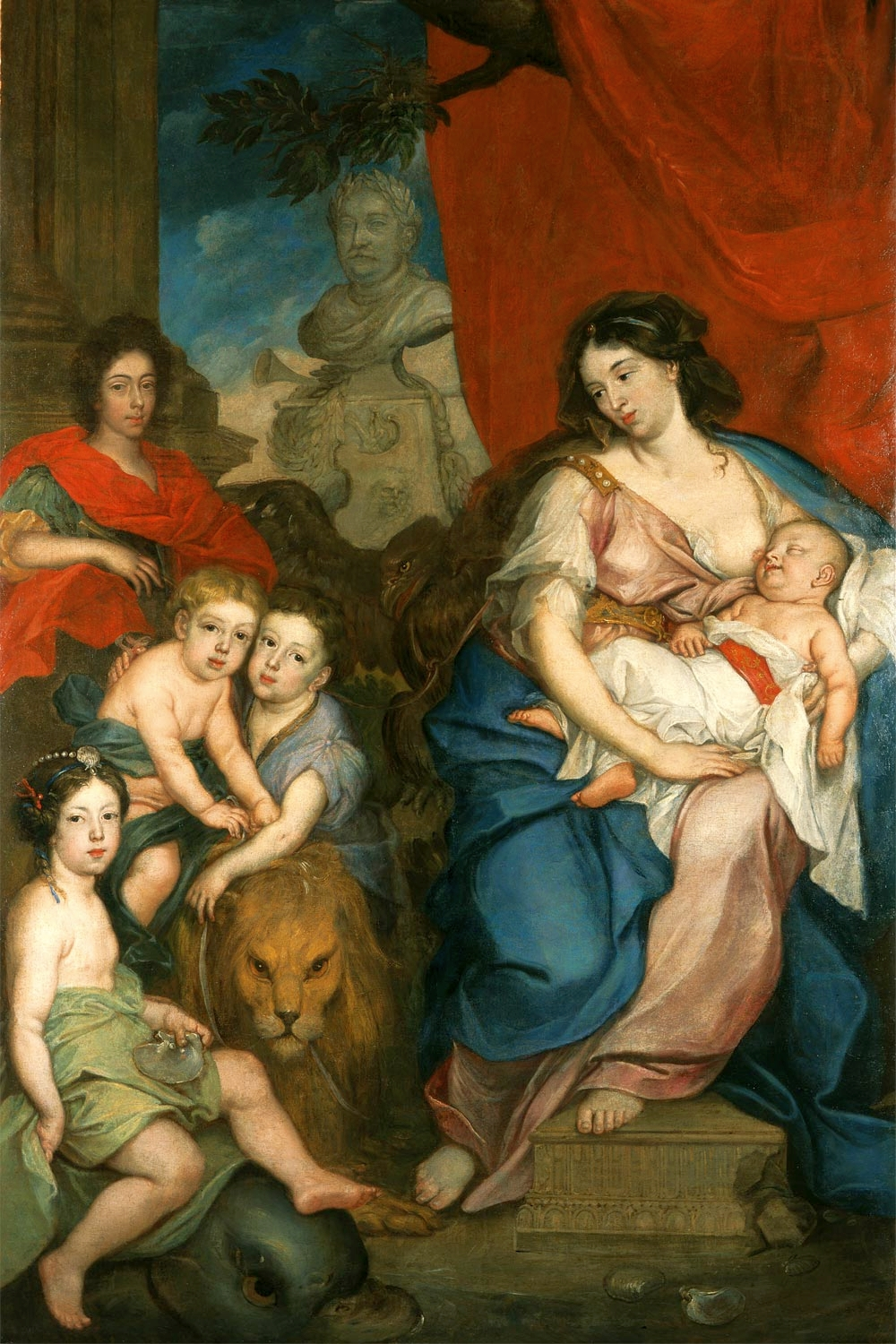
Jerzy Siemiginowski-Eleuter, Portrait de la reine Maria Kazimiera avec enfants (1684)
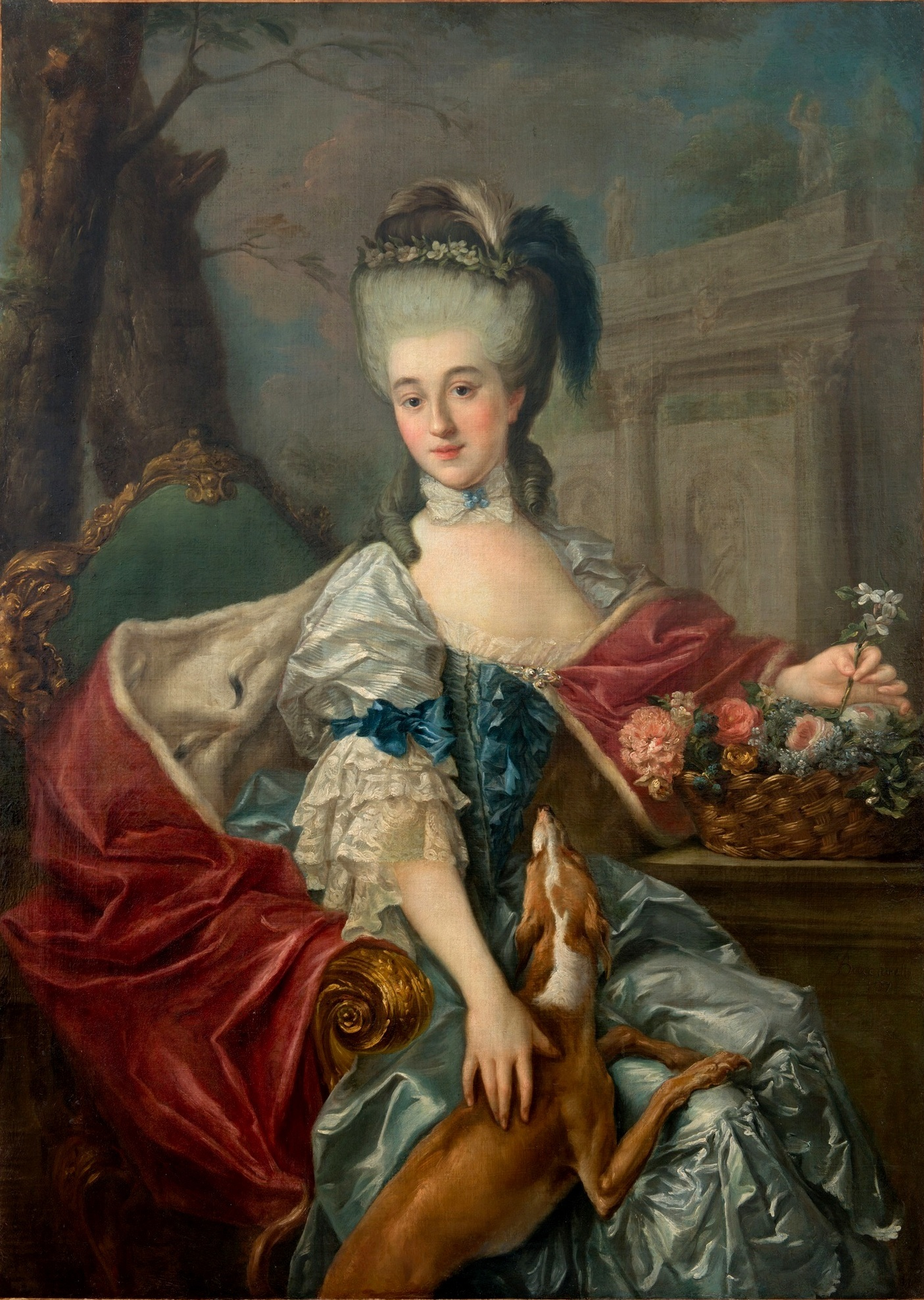
Marcello Bacciarelli, Portrait d'Izabela Lubomirska (Elżbieta Czartoryska) "La marquise bleue" (1733–1816)
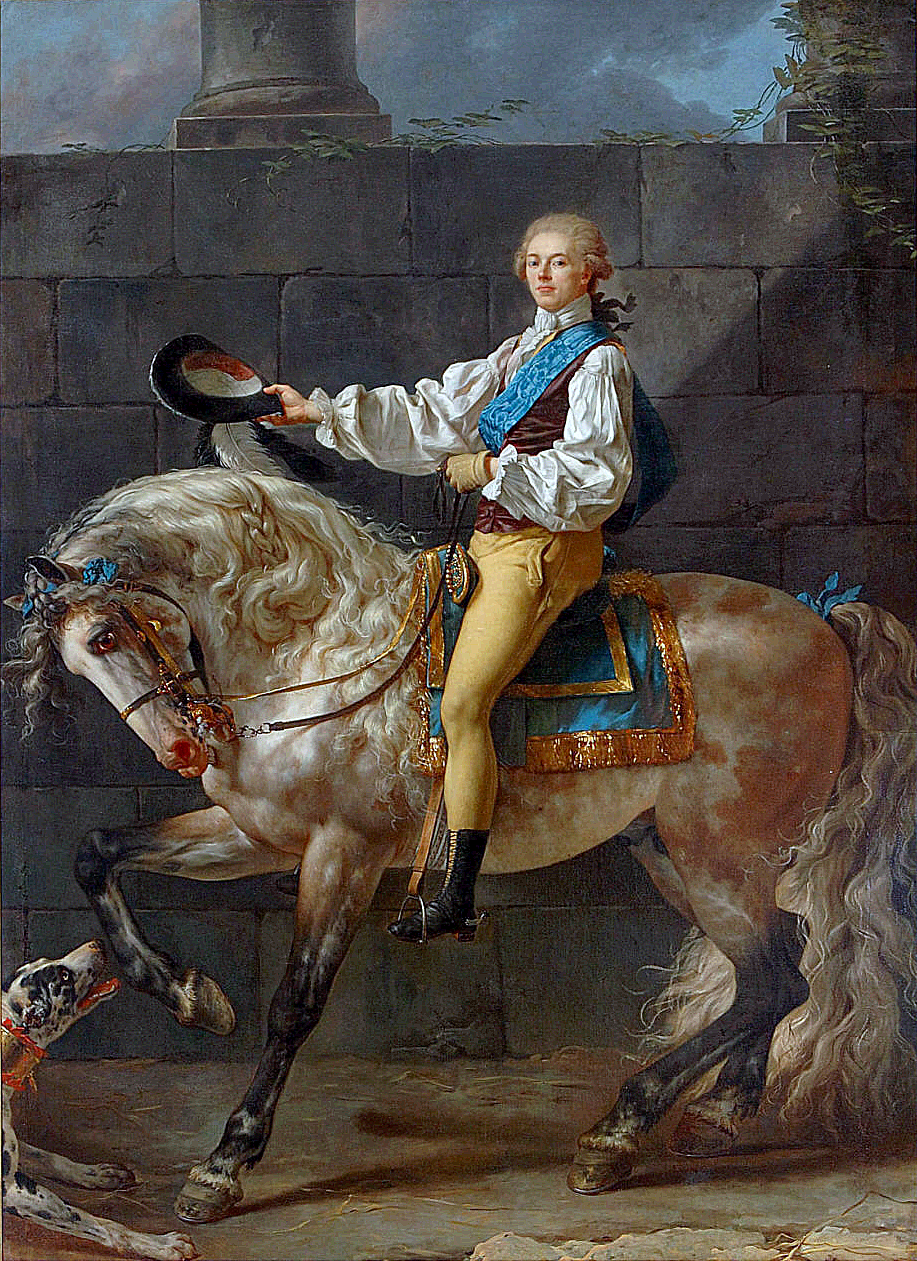
Jacques-Louis David, Portrait du comte Stanislas Potocki (1781)
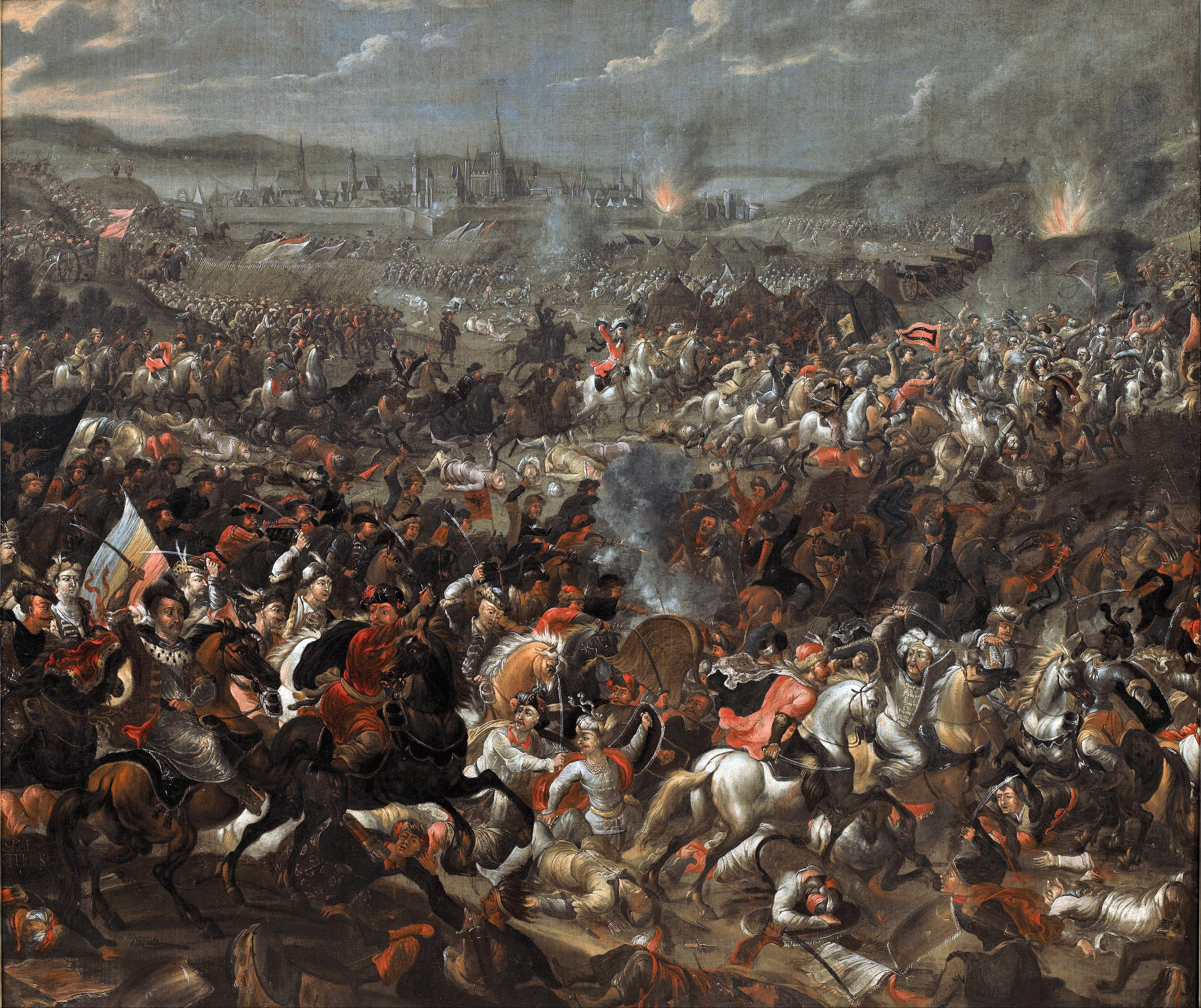
Gonzales Franciscus Casteels, La Bataille de Vienne (après 1683)